# グランダディ
グランダディ（英: Grandaddy）は、ジェイソン・ライトルを中心とするアメリカのロックバンド。1992年にカリフォルニア州モデストにて結成され、2006年に解散。2012年に再結成。自然体で優しい視点のローファイ・ポップサウンドが特徴。

## ディスコグラフィ

### スタジオ・アルバム
- Complex Party Come Along Theories (1994年)
- Don’t Sock The Tryer (1995年)
- 『アンダー・ザ・ウェスタン・フリーウェイ』 - Under the Western Freeway (1997年)
- Signal to Snow Ratio (1999年)
- The Broken Down Comforter Collection (1999年)
- 『ソフトウェア・スランプ』 - The Sophtware Slump (2000年)
- Concrete Dunes (2002年)
- 『サムデイ』 - Sumday (2003年)
- Excerpts from the Diary of Todd Zilla (2005年)
- 『ジャスト・ライク・ザ・ファミリー・キャット』 - Just Like the Fambly Cat (2006年)
- Last Place (2017年)